# Comté de Latimer
Le comté de Latimer est un comté situé à l'est de l'État de l'Oklahoma aux États-Unis. Le siège du comté est Wilburton. Selon le recensement de 2000, sa population est de 10 692 habitants.

## Comtés adjacents
- Comté de Haskell (nord)
- Comté de Le Flore (est)
- Comté de Pushmataha (sud)
- Comté de Pittsburg (ouest)

## Principales villes
- Red Oak
- Wilburton

## Cours d'eau
- Rivière Fourche Maline
- Rivière Sans Bois

## Massifs montagneux
- Montagnes Ouachita
- Monts Sans Bois

## Parc d'État
- Parc d'État Robbers Cave